# Lomatia silaifolia
Lomatia silaifolia là một loài thực vật có hoa trong họ Quắn hoa. Loài này được (Sm.) R. Br. miêu tả khoa học đầu tiên năm 1810.